# Tubificoides peveki
Tubificoides peveki är en ringmaskart som beskrevs av Finogenova 1994. Tubificoides peveki ingår i släktet Tubificoides och familjen glattmaskar. Inga underarter finns listade i Catalogue of Life.